# Eusphalerum limbatum
Eusphalerum limbatum är en skalbaggsart som först beskrevs av Wilhelm Ferdinand Erichson 1840.  Eusphalerum limbatum ingår i släktet Eusphalerum, och familjen kortvingar. Arten har ej påträffats i Sverige.